# بيلوت

بيلوت (بالفرنسية: Belote)‏(
تنطق بالفرنسية: [bəlɔt]
) هي لعبة مكونة من 32 بطاقة، وجدت هذه اللعبة في فرنسا وبعض الدول الأوروبية، وهي أرمينيا، بلغاريا، كرواتيا، قبرص، اليونان، لوكسمبورغ ، مولدوفا، مقدونيا الشمالية وكذلك في المملكة العربية السعودية. وهي واحدة من أكثر ألعاب الورق شعبية في تلك البلدان، وهي لعبة الورق الوطنية في فرنسا، سواء بشكل عرضي أو في المقامرة. اخترعت اللعبة حوالي عام 1920 في فرنسا، وهي قريبة من كل من Klaberjass ‏ و Klaverjas ‏. نُشرت القواعد النهائية للعبة لأول مرة عام 1921.

## ظهر السفينة
مثل Skat (card game) ‏، تُستخدم البطاقات ذات النمط الألماني في البلدان اليوغوسلافية السابقة وكذلك ألمانيا (بافاريا)، بينما تُستخدم البطاقات ذات النمط الفرنسي على نطاق واسع في البلدان الناطقة بالفرنسية. يتم لعب البيلوت بمجموعة من 32 بطاقة (A, K, Q, J, 10, 9, 8, 7)

## قواعد
يتم لعب اللعبة بشكل مختلف في البلدان المختلفة، لكن معظم الإصدارات تشترك في مجموعة كبيرة من القواعد المشتركة. وتصف القواعد أدناه الإصدار الشائع لهذه اللعبة. نموذج 32 بطاقة بيكيه سطح السفينة تستخدم، 4 دعاوى مع 8 صفوف، أو {♥ ♠ ♦ ♣} × {A K Q J 10 9 8 7}. يتم لعب اللعبة في الغالب من قبل أربعة أشخاص، ولكن توجد إصدارات لخمسة وثلاثة ولاعبين، يشكل اللاعبون فريقين في الإصدار المعتاد المكون من 4 لاعبين: الشمال والجنوب والشرق والغرب، ويلعبون بدوره باتجاه عكس عقارب الساعة.

## بيلوت الفرنسية
يصف هذا الجزء الاختلافات الرئيسية بين القواعد الفرنسية الكلاسيكية وتلك المذكورة أعلاه.

### التعامل
بعد أن يتلقى اللاعبون الأربعة البطاقات الخمسة الأولى، تُترك الأوراق المتبقية مقلوبة باستثناء البطاقة الموجودة في الأعلى، والتي يتم قلبه

### مزايدة
تقدم العطاءات في جولتين. خلال الجولة الأولى، يجب على كل لاعب إما أن يمرر أو يقبل البطاقة مكشوفة. ويؤدي القيام بذلك إلى تعيين الأوراق من نفس نوع البطاقة المكشوفة مثل الأوراق الرابحة. وإذا نجح كل لاعب، يتم إجراء جولة أخرى. يمكن للاعبين اقتراح بدلة بطاقة أخرى على أنها رابحة، ولكن يجب أن يأخذوا الورقة المكشوفة. بمجرد قبول اللاعب البطاقة ، يتم توزيع البطاقات المتبقية:
- بطاقتان للاعب الذي أخذ البطاقة
- 3 بطاقات للاعبين الثلاثة الآخرين

### التسجيل
لتسجيل النقاط في مباراة ما، يجب أن يسجل فريق اللاعب الذي قبل البطاقة أكثر من الفريق الآخر. وخلاف ذلك، يفوز الفريق الآخر بجميع النقاط. بشكل عام، هذا يعني أن الفريق يحتاج إلى تسجيل 81 نقطة على الأقل حيث يوجد إجمالي 162 نقطة في اللعبة.

## بلوت
قواعد البلوت قريبة جدًا من قواعد البيلوت، وسلفها، Klaberjass، ولكن مع بعض الاختلافات المهمة في كل منها. حيث يتم لعب اللعبة بواسطة 2 أو 3 أو 4 لاعبين. وتعتبر النسخة المكونة من 4 لاعبين هي اللعبة القياسية، ويتم لعب الإصدارين الآخرين فقط في حالة عدم توفر عدد كافٍ من اللاعبين. الاختلافات الأخرى هي أن كل لاعب يلعب بمفرده. ويستخدم اللاعبان و 3 لاعبين مجموعة أوراق مكونة من 24 بطاقة (9 إلى آص) لاحظ أن هذه القواعد تختلف قليلاً بين البلدان.